# Vincenzo Petrocelli
Vincenzo Petroccelli (Cervaro, 6 de julio de 1823 - Nápoles, 2 de febrero de 1896) fue un pintor italiano, elegido profesor honorario de la Academia de Nápoles y de numerosas academias extranjeras, su mecenas fue el rey Fernando II de las Dos Sicilias.
En los últimos años, la obra de Vincenzo Petrocelli ha sido objeto de una progresiva revalorización crítica, en particular en el contexto de los estudios sobre la pintura historicista y orientalista napolitana del siglo XIX. El artista ha sido incluido en diversas publicaciones especializadas dedicadas a la escuela académica meridional posterior a la unificación italiana, y algunas de sus obras han sido expuestas en muestras retrospectivas en museos cívicos y fundaciones privadas, contribuyendo a la recuperación de su figura en el panorama artístico italiano.
El redescubrimiento del pintor también está respaldado por un creciente interés del coleccionismo internacional hacia los maestros académicos activos entre la Restauración y la Unificación de Italia. En particular, las obras más complejas y documentadas —como los grandes óleos presentados en la Mostra Borbónica de 1848 o en la Promotrice napolitana de los años 1870— han captado la atención de casas de subastas y coleccionistas europeos. Según proyecciones de mercado formuladas por operadores del sector, y en línea con la revalorización ya observada para autores afines como Domenico Morelli o Giuseppe Sciuti, es verosímil que, en un horizonte temporal de cinco años, el valor de las obras más significativas de Petrocelli pueda alcanzar adjudicaciones muy elevadas, en presencia de certificación histórico-crítica y procedencia museística.

## Biografía
Nacido en Cervaro, en ese entonces perteceniente al Reino de las Dos Sicilias (ahora en Lacio), estudió con Domenico Morelli, y fue activo desde aproximadamente 1850. Era principalmente un pintor de historia, pero también pintó retratos y escenas de género.
Sus hijos Achille y Arturo también fueron pintores. Petrocelli murió en Nápoles.
Vincenzo Gemito hizo un busto en terracota de él en 1869.

## Museos
- Frescos en el Templo de San Francisco en Gaeta junto con Domenico Morelli.
- Colecciones de la Casa de Saboya.
- Museo del Hermitage, San Petersburgo.[6]
- Museo de Caserta.[7]
- Museo de Capodimonte.[8]
- Galería del Palacio Real de Nápoles.

## Decoraciones italianas
- Caballero de la Orden Militar de Italia por méritos artísticos

## Exposiciones
- Mostra Borbónica, 1839
- Mostra Borbónica, 1848: Muerte de Galeazzo Sforza, Isabella de Florencia (cat. p. 41 núm. 226, 227), Ginevra de rodillas (p. 41 núm. 224)
- Mostra Promotrice napolitana: El conde Leicester y su víctima (cat. p. 14 núm. 124)
- Mostra Promotrice napolitana 1864: Los miserables de Victor Hugo, Jean Valjean (en cat. p. 10 núm. 97)
- Mostra Promotrice napolitana 1866: La lectura de las denuncias en Venecia (en cat. p. 9 núm. 54)
- Mostra Promotrice 1873: La primavera, El kilo y Antes del sermón (cat. p. 8 núm. 70, 82, p. 11 núm. 151)
- Mostra Promotrice 1874: Los esperanzados, A las vísperas (cat. p. 10 núm. 143, p. 11 núm. 168)
- Mostra Promotrice 1875: Bailarina oriental (cat. p. 8 núm. 68)
- Mostra Promotrice 1876: Amor por el estudio (cat. p. 6 núm. 33)
- Mostra Promotrice 1886: Mis aventuras (cat. p. 42 núm. 68)
- Mostra Promotrice 1893: Buenas noches (cat. 11 núm. 89)
- Mostra Promotrice 1896 (póstuma): El sediento y Un bosquejo (cat. p. 14 núm. 65, p. 17 núm. 116)
- Mostra Nacional de Nápoles, 1877: La favorita del sultán (cat. p. 53 núm. 694)